# قائمة المجازر الإسرائيلية خلال الحرب الفلسطينية الإسرائيلية
تسردُ هذه المقالة قائمة المجازر الإسرائيلية خلال عملية طوفان الأقصى. يختلفُ تعريف المجزرة أو المذبحة من قاموسٍ لآخر، لكنّ التعاريف بشكلٍ عام تُشير لقتلِ جماعي لعددٍ من الأشخاص وغالبًا مدنيين لا حول لهم ولا قوّة فضلًا عن كونهم غير منخرطين أو فاعلين رئيسيين في الحرب أو الاشتباكات التي حصلت فيها المجزرة. لا يُوجد رقمٌ محدّدٌ من قِبل جهة ما حتى يُمكن اعتبار ما حصل مجزرة، لكنّ أغلب المصادر تتفقُ على أنّ القتل الجماعي للعشرات هو مجزرة، كما قد تُسمّى هجمات أخرى بالمجزرة حتى لو أوقعت أقلّ من 10 قتلى خاصة لو كان القتلى من عائلة واحدة أو جميعهم أطفال مثلما حصلَ في مجزرة جباليا عام 2022.
لقد أغارَ الطيرانُ الإسرائيلي على القطاع بشكل يومي ومستمر منذ بداية عملية طوفان الأقصى في ساعات الصباح الأولى من السابع من تشرين الأول/أكتوبر 2023 مستهدفًا آلاف المنازل والشُقق السكنيّة ومئات المواقع الحيويّة الأخرى وهو ما أوقع آلاف القتلى في صفوفِ المدنيين في عشرات المجازر التي ارتكبتها الطائرات الإسرائيليّة.
القائمة مقسّمة على شكلِ جداول شهريّة وكل جدولٍ يحوي تاريخ المجزرة وموقعها بالإضافةِ لعدد الضحايا مع معلوماتٍ تفصيليّة أخرى.

## نوفمبر
| المجزرة            | الموقع                         | عدد القتلى        | معلومات إضافية |
| 1 نوفمبر 2023      | 1 نوفمبر 2023                  | 1 نوفمبر 2023     | 1 نوفمبر 2023 |
| ------------------ | ------------------------------ | ----------------- | --- |
| مجزرة مخيم جباليا  | مخيم جباليا، محافظة شمال غزة   | عشرات الفلسطينيين | وقعت هذه المجزرة في حي الفالوجة بمخيم جباليا شمال قطاع غزة وذلك حين أغارت المقاتلات الحربية الإسرائيلية على عددٍ من المنازل والشقق السكنيّة في الحي ما تسبب في وقوع عددٍ غير معروف من القتلى والجرحى. هذه المجزرة هي الثانية التي ارتكبتها الطائرات الإسرائيليّة في أقلِّ من 24 ساعة وذلك بعدما ارتكبت مجزرة أولى في نفس المخيّم والتي راح ضحيتها 400 فلسطيني بين قتيل وجريح. جديرٌ بالذكرِ هنا أنّ هذه المجزرة الجديدة حصلت في وقتٍ كانت فيه طواقم الإسعاف والإنقاذ تعمل على إخراج ضحايا المجزرة الأولى، التي استخدمت فيها قوات الاحتلال قنابل من العيار الثقيل جدًا بوزن يصلُ لطنّ واحد لكل قنبلة. |
| 5 نوفمبر 2023      |                                |                   | |
| مجزرة مخيم المغازي | مخيم المغازي، محافظة دير البلح | 52 فلسطينيًا       | قُبيل الواحدة صباحًا بقليل من يوم الخامس من نوفمبر 2023 أغارت طائرات الاحتلال على مجموعةٍ من المنازل السكنية في مخيم المغازي ما تسبب في انهيارها على من فيها من سكّان غزة، وبسببِ الحصار الشامل المفروض على القطاع والانقطاع المستمر في خدمات الاتصال والتواصل بسببِ الاستهدافات الإسرائيلية المتعمّدة والمكثفة فقد كان من الصعبِ معرفة مكان القصف بالتحديد والوصول له لا من طرفِ الدفاع المدني ولا وسائل الإعلام. تبيّن مع مرور الوقت أنّ القصف كان عنيفًا واستهدفَ منطقة مكتظة ما تسبَّب في وقوعِ 45 قتيلًا على الأقل كلهم من المدنيين بل إن أغلبهم من النساء والأطفال.                               |

## سبتمبر 2024
| المجزرة              | الموقع                          | عدد القتلى     | معلومات إضافية |
| 10 سبتمبر 2024       | 10 سبتمبر 2024                  | 10 سبتمبر 2024 | 10 سبتمبر 2024 |
| -------------------- | ------------------------------- | -------------- | --- |
| مجزرة مواصي خان يونس | المواصي، محافظة خان يونس        | 40             | ارتكبت القوات الجوية الإسرائيلية هذه المجزرة المروعة في منطقة المواصي في خان يونس جنوب قطاع غزة وذلك في الساعات الأولى من العاشر من أيلول/سبتمبر 2024. استهدفت الغارات الجوية خيم النازحين الفلسطينيين المقامة على التراب، وعبر صواريخ شديدة الانفجار تسبّبت في حفر عميقة. نجم عن هذه المجزرة الإسرائيليّة مقتل 40 فلسطينيًا على الأقل وإصابة 60 آخرين، بينهم عائلات كاملة انتُشلت جثثهم من تحت الأنقاض. زعمَ الجيش الإسرائيلي استهدافه مركز قيادة تابع للمقاومة في الموقع، بينما نفت الفصائل الفلسطينية (حماس والجهاد الإسلامي تحديدًا) كل هذه الأخبار محمّلة إسرائيل والإدارة الأمريكية مسؤوليّة ما حصل. |
| 11 سبتمبر 2024       |                                 |                | |
| مجزرة مدرسة الجاعوني | مخيم النصيرات، محافظة دير البلح | 18             | ارتكبَ سلاح الجو الإسرائيلي عشية الحادي عشر من أيلول/سبتمبر 2024 هذه المجزرة لمّا قصف بصواريخ شديدة الانفجار محيط مدرسة الجاعوني الواقعة في مخيم النصيرات وسطَ قطاع غزة. أسفرت هذه المجزرة عن مقتل 17 فلسطينيًا وجرح عشرات آخرين كما دمّرت أجزاء كبيرة من المدرسة. زعمت إسرائيل كما في كل المجازر السابقة أنّ المستهدف هم عناصر من حماس، بينما نفت الأخيرة هذه المزاعم. جديرٌ بالذكرِ هنا أنّ أغلب ضحايا هذه المجزرة من النساء والأطفال أما الرجال فستة منهم من العاملين لدى وكالة الأونروا. |